# Oulchy-le-Château
 Oulchy-le-Château  es una población y comuna francesa, en la región de Picardía, departamento de Aisne, en el distrito de Soissons y cantón de Oulchy-le-Château.

## Demografía
| 679 | 721 | 759 | 788 | 856 | 849 |
| Para los censos de 1962 a 1999 la población legal corresponde a la población sin duplicidades (Fuente: INSEE [Consultar]) |     |     |     |     |     |